# جيسي فرانكلين
جيسي فرانكلين (بالإنجليزية: Jesse Franklin)‏ هو سياسي أمريكي، ولد في 24 مارس 1760 في مقاطعة أورانج في الولايات المتحدة، وتوفي في 31 أغسطس 1823 في مقاطعة سوري في الولايات المتحدة. حزبياً، نشط في الحزب الجمهوري الديمقراطي.

## مناصب
- انتخب عضو مجلس نواب كارولينا الشمالية.
- انتخب الرئيس المؤقت لمجلس الشيوخ الأمريكي (10 مارس 1804 – 4 نوفمبر 1804).
- انتخب عضو مجلس الشيوخ الأمريكي عن دائرة كارولاينا الشمالية (4 مارس 1807 – 4 مارس 1813).
- انتخب حاكم كارولينا الشمالية [الإنجليزية]‏ (7 ديسمبر 1820 – 7 ديسمبر 1821).
- انتخب عضو مجلس النواب الأمريكي (4 مارس 1795 – 3 مارس 1797).
- انتخب عضو مجلس الشيوخ الأمريكي عن دائرة كارولاينا الشمالية (4 مارس 1799 – 4 مارس 1805).